# Три мавпи (фільм)
«Три мавпи» — драматична стрічка Нурі Більге Джейлана, який у 2008 році отримав перемогу на Каннському кінофестивалі у номінації «Найкращий режисер».

## Сюжет
Сервет збиває людину. Щоб ці обставини не вплинули на його передвиборчу кампанію, він укладає угоду з Еюпом, який бере вину на себе. Чоловік потрапляє до в'язниці. Ісмаїл невдало складає іспити та починає шукати роботу. Мати була проти. Допомога приходе від Сервата. Хаджер починає зустрічатися з бізнесменом, а той видає їм гроші. 
Через дев'ять місяців Еюпа звільняють, син зустрічає його на дорогому автомобілі, що викликає безліч питань у батька. По дорозі додому вони заїжджають на могилу брата Ісмаїла. Після повернення Еюпа Сервет розриває стосунки з Хаджер, яка намагається втримати бізнесмена. Невдовзі Еюпа викликають на допит через вбивство його роботодавця. Увечері Ісмаїл зізнається батькам у причетності до злочина. Батько робить пропозицію бідному хлопцю Байраму, щоб той взяв вину за вбивство Сервета на себе.

## У ролях
| Актор               | Персонаж | Роль               |
| ------------------- | -------- | ------------------ |
| Явуз Бінголь        | Еюп      | водій Сервета      |
| Хатідже Аслан       | Хаджер   | дружина Еюпа       |
| Ахмет Ріфат Сунгкар | Ісмаїл   | син Еюпа та Хаджер |
| Ерджан Кесаль       | Сервет   | бізнесмен          |
| Джафер Кесе         | Байрам   | офіціант кав'ярні  |
| Гюркан Айдин        | Хлопчик  |                    |

## Створення фільму

### Виробництво
Зйомки фільму проходили в Туреччині.

### Знімальна група
- Кінорежисер — Нурі Більге Джейлан
- Сценаристи — Ебру Джейлан, Нурі Більге Джейлан, Ерсан Кесаль
- Кінооператор — Гекхан Тир'яки
- Кіномонтаж — Нурі Більге Джейлан, Айхан Ергурзель, Бора Гексингель
- Артдиректор — Ебру Джейлан
- Підбір акторів — Хайріка Уйгур[2].

## Сприйняття

### Критика
Фільм отримав позитивні відгуки. На сайті Rotten Tomatoes оцінка фільму становить 78 % на основі 58 відгуків від критиків (середня оцінка 6,8/10) і 72 % від глядачів із середньою оцінкою 3,6/5 (2 691 голос). Фільму зарахований «стиглий помідор» від кінокритиків та «попкорн» від глядачів, Internet Movie Database — 7,4/10 (15 146 голосів), Metacritic — 73/100 (14 відгуків критиків) і 7,3/10 від глядачів (13 голосів).

### Номінації та нагороди
| Нагороди та номінації фільму «Три мавпи» | Нагороди та номінації фільму «Три мавпи» | Нагороди та номінації фільму «Три мавпи» | Нагороди та номінації фільму «Три мавпи»                                           | Нагороди та номінації фільму «Три мавпи» | Нагороди та номінації фільму «Три мавпи» |
| Рік                                      | Кінофестиваль/кінопремія                 | Категорія/нагорода                       | Номінант                                                                           | Результат                                |                                          |
| ---------------------------------------- | ---------------------------------------- | ---------------------------------------- | ---------------------------------------------------------------------------------- | ---------------------------------------- | ---------------------------------------- |
| 2008                                     | Asia Pacific Screen Awards               | Досягнення у режисурі                    | Нурі Більге Джейлан                                                                | Перемога                                 |                                          |
| 2008                                     | Asia Pacific Screen Awards               | Досягнення в операторській роботі        | Гекхан Тир'яки                                                                     | Номінація                                |                                          |
| 2008                                     | Asia Pacific Screen Awards               | Найкращий фільм                          | Зейнеп Озбатур, Валеріо Де Паоліс, Фаб'єн Воньє, Кемаль Нойян, Нурі Більге Джейлан | Номінація                                |                                          |
| 2008                                     | Каннський кінофестиваль                  | Найкращий режисер                        | Нурі Більге Джейлан                                                                | Перемога                                 |                                          |
| 2008                                     | Каннський кінофестиваль                  | Золота пальмова гілка                    | Нурі Більге Джейлан                                                                | Номінація                                |                                          |
| 2008                                     | Cinefan                                  | Найкращий режисер                        | Нурі Більге Джейлан                                                                | Перемога                                 |                                          |
| 2008                                     | Міжнародний кінофестиваль у Хайфі        | Золотий якір                             | Нурі Більге Джейлан                                                                | Перемога                                 |                                          |
| 2008                                     | Гамбурзький кінофестиваль                | Art Cinema Award                         | Нурі Більге Джейлан                                                                | Номінація                                |                                          |
| 2008                                     | Турецька асоціація кінокритиків          | Найкращий актор другого плану            | Ріфат Ахмет Сунгкар                                                                | Перемога                                 |                                          |
| 2008                                     | Турецька асоціація кінокритиків          | Найкращий режисер                        | Нурі Більге Джейлан                                                                | Перемога                                 |                                          |
| 2008                                     | Турецька асоціація кінокритиків          | Найкраща акторка                         | Хатідже Аслан                                                                      | Перемога                                 |                                          |
| 2008                                     | Турецька асоціація кінокритиків          | Найкращий монтаж                         | Нурі Більге Джейлан, Айхан Ергурзель, Бора Гексингель                              | Перемога                                 |                                          |
| 2009                                     | «Срібна стрічка»                         | Найкращий режисер                        | Нурі Більге Джейлан                                                                | Номінація                                |                                          |
| 2009                                     | Національна рада кінокритиків США        | Найкращих п'ять фільмів іноземною мовою  | «Три мавпи»                                                                        | Перемога                                 |                                          |
| 2009                                     | Міжнародний кінофестиваль «РіверРан»     | Найкращий художній фільм                 | Нурі Більге Джейлан                                                                | Перемога                                 |                                          |
| 2009                                     | Міжнародний кінофестиваль «РіверРан»     | Найкраща акторка                         | Хатідже Аслан                                                                      | Перемога                                 |                                          |